# Revolutionäre Kommunistische Internationale
Die Revolutionäre Kommunistische Internationale (RKI) (auch: Revolutionary Communist International) ist eine Organisation um die Website In Defence of Marxism.
Die Organisation wurde 1993 von Ted Grant und Alan Woods unter dem Namen  International Marxist Tendency (IMT), eine Minderheitsabspaltung des Committee for a Workers’ International (CWI), gegründet. Sie benannte sich 2024 um.

Englische RKI Flagge

## Geschichte und Programmatik
Die RKI sieht sich in der politischen Tradition der 1937 von Jock Haston und Ted Grant gegründeten Workers International League (WIL) sowie der 1956 neu formierten Revolutionary Socialist League (RSL), der britischen Gruppe des pablistischen Teils der Vierten Internationale.
Im Jahr 1974 gründeten 46 Personen das Committee for a Workers’ International. Nach dem Fall der Berliner Mauer führten Meinungsverschiedenheiten zum veränderten Klassencharakter der Sozialdemokratie und der internationalen Lage zu einer Spaltung im Jahr 1991 innerhalb der britischen Sektion Militant Tendency sowie auf internationaler Ebene im Jahr 1992. Ted Grant verließ das CWI und gründete mit Alan Woods die IMT. Die Gruppe um Grant befand sich dabei in der Minderheit und nannte sich zunächst Socialist Appeal. 2010 führte eine Abspaltung der IMT-Gruppen in Spanien, Venezuela und Mexiko zu einer weiteren Zersplitterung der Organisation. 2016 verlor die IMT durch die Abspaltung ihres Ablegers in Pakistan auch ihre bis dato größte nationale Sektion. Seit 2024 lautet der Name der Organisation offiziell Revolutionäre Kommunistische Internationale (RKI).
Wie die meisten Gruppen, die aus dem pablistischen Teil der Vierten Internationale entstanden, orientiert die Organisation auf die Sozialdemokratie und Kommunistische Parteien, welche von ihr als traditionelle Massenparteien der Arbeiterklasse angesehen und je nach Möglichkeit durch „vorbereitenden Entrismus“ aufgebaut werden. Das bekannteste Beispiel war die britische Gruppe Socialist Appeal innerhalb der Labour Party. 2021 wurde die Gruppe aus der Partei ausgeschlossen.
2018 bestanden international in 26 Ländern Sektionen. 13 befanden sich in Europa, 6 in Lateinamerika, 4 in Asien, 1 in Afrika und 2 in Nordamerika. 2023 war die Anzahl der Sektionen auf 37 (21 in Europa, 6 in Lateinamerika, 5 in Asien, 2 in Afrika, 2 in Nordamerika und 1 in Australien) angewachsen. Nach eigenen Angaben hat die Organisation weltweit etwa 6.000 Mitglieder und gehört somit zu den kleineren Gruppierungen, die sich dem Trotzkismus zuordnen.
Die Marxist Student Federation ist ihre Studierendenorganisation. Mit ihrer Kampagne Hands Off Venezuela warb die RKI 2004 für die auf Hugo Chavez zurückgehende Bolivarische Revolution.
Die Organisation sorgte nicht zuletzt in der Schweiz immer wieder für Aufsehen, weil diese ihre Mitglieder unter Druck setze, möglichst hohe Spenden zu tätigen. Ehemalige Mitglieder werfen der Organisation vor, sektenähnliche Strukturen aufzubauen.
Am 9. November 2024 gründete sich in Wien, im Ernst-Kirchweger-Haus (EKH), die österreichische Revolutionäre Kommunistische Partei, an der 340 Personen beteiligt waren.
Dezember 2024 gründete sich in Berlin die Deutsche Revolutionäre Kommunistische Partei, an der rund 300 Personen beteiligt waren.

## Publikationen
Quelle: 
| Sektion               | Name der Publikation | Deutsche Übersetzung                         |
| --------------------- | --- | -------------------------------------------- |
| Argentinien           | El Militante | Militant                                     |
| Australien            | Revolution | Revolution                                   |
| Belgien               | in Wallonien: Unité Socialiste in Flandern: Vonk                                                                                             | Sozialistische Einheit Der Funke             |
| Bolivien              | Lucha de Clases | Klassenkampf                                 |
| Brasilien             | Esquerda Marxista | Marxistische Linke                           |
| Dänemark              | Revolution | Revolution                                   |
| Deutschland           | Der Funke – Marxistische Linke ab 2024: Der Kommunist                                                                                        | Der Funke – Marxistische Linke Der Kommunist |
| El Salvador           | Bloque Popular Juvenil | Einheitsfront der Jugend                     |
| England und Wales     | Socialist Appeal | Sozialistischer Aufruf                       |
| Frankreich            | Révolution | Revolution                                   |
| Griechenland          | Επανάσταση τάση Epanastasi Tási | Kommunistische Tendenz                       |
| Italien               | Sinistra classe rivoluzione | Linke, Klasse, Revolution                    |
| Jugoslawien           | Marksistička Organizacija Crveni | Marxistische Organisation der Roten          |
| Kanada                | Fightback | Gegenschlag                                  |
| Marokko               | رابطة العمل الشيوعي Rābitat al-ʿamal asch-schuyūʿī                                                                                           | Kommunistische Arbeitsliga                   |
| Mexiko                | La Izquierda Socialista | Sozialistische Linke                         |
| Neuseeland            | Socialist Appeal | Sozialistischer Aufruf                       |
| Niederlande           | Vonk | Der Funke                                    |
| Nigeria               | Workers’ Alternative | Arbeiteralternative                          |
| Österreich            | Der Funke | Der Funke                                    |
| Pakistan              | Tabqati Jeddojudh (bis 2016) Lal Salaam (Nachfolgerin)                                                                                       | Klassenkampf Rotfront                        |
| Polen                 | Czerwony Front | Rotfront                                     |
| Québec                | La Riposte | Gegenschlag                                  |
| Schottland            | Revolution | Revolution                                   |
| Schweden              | Revolution | Revolution                                   |
| Schweiz               | in der Deutschschweiz: Der Funke, ab 2024: Der Kommunist in der Romandie: L'étincelle, ab 2024: Le Communiste im Kanton Tessin: Il Comunista | Der Kommunist                                |
| Spanien               | El Militante (bis 2009, 2017 Wiedervereinigung mit dem CWI) Lucha de Clases (Nachfolgerin) in Katalonien: Revolució                          | Der Kämpfer Klassenkampf Revolution          |
| Südafrika             | Revolutionary Young Marxists | Junge Revolutionäre Marxisten                |
| Taiwan                | Huohua | Der Funke                                    |
| Tschechische Republik | Marxistická Alternativa | Marxistische Alternative                     |
| Vereinigte Staaten    | The Communist | Der Kommunist                                |
| Venezuela             | Lucha de Clases | Klassenkampf                                 |